# Atletismo en los Juegos Olímpicos
El atletismo es una de las disciplinas tradicionales de los Juegos Olímpicos modernos, realizada desde la edición inaugural en 1896.
Actualmente se compone de carreras de velocidad, marcha, saltos, lanzamiento y pruebas combinadas, completando 24 eventos de varones y 23 de mujeres. Excepto la marcha, los demás eventos varones ya existían en la edición 1920. En cambio, las mujeres compitieron por primera vez en 1925 con cinco eventos, y en 1980 había aún solo 714 eventos.
Hasta 1924 hubo pruebas tales como carrera a Campo a través, saltos sin carrera y lanzamiento a dos manos. Todas las carreras a pie se realizan en pista, a excepción de la maratón, que es de ruta.

## Eventos actuales

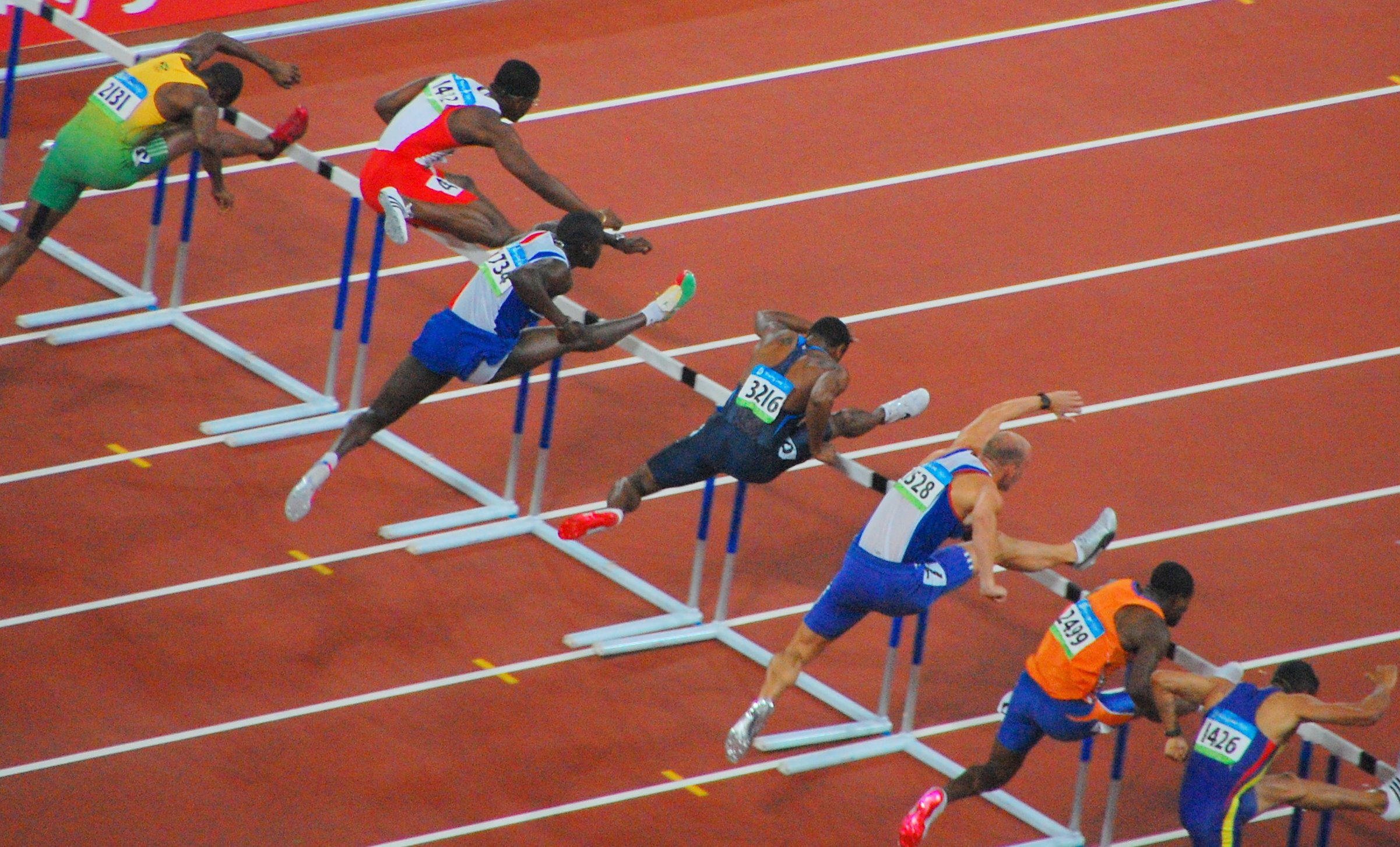
110 metros vallas masculinos en los Juegos Olímpicos de 2008

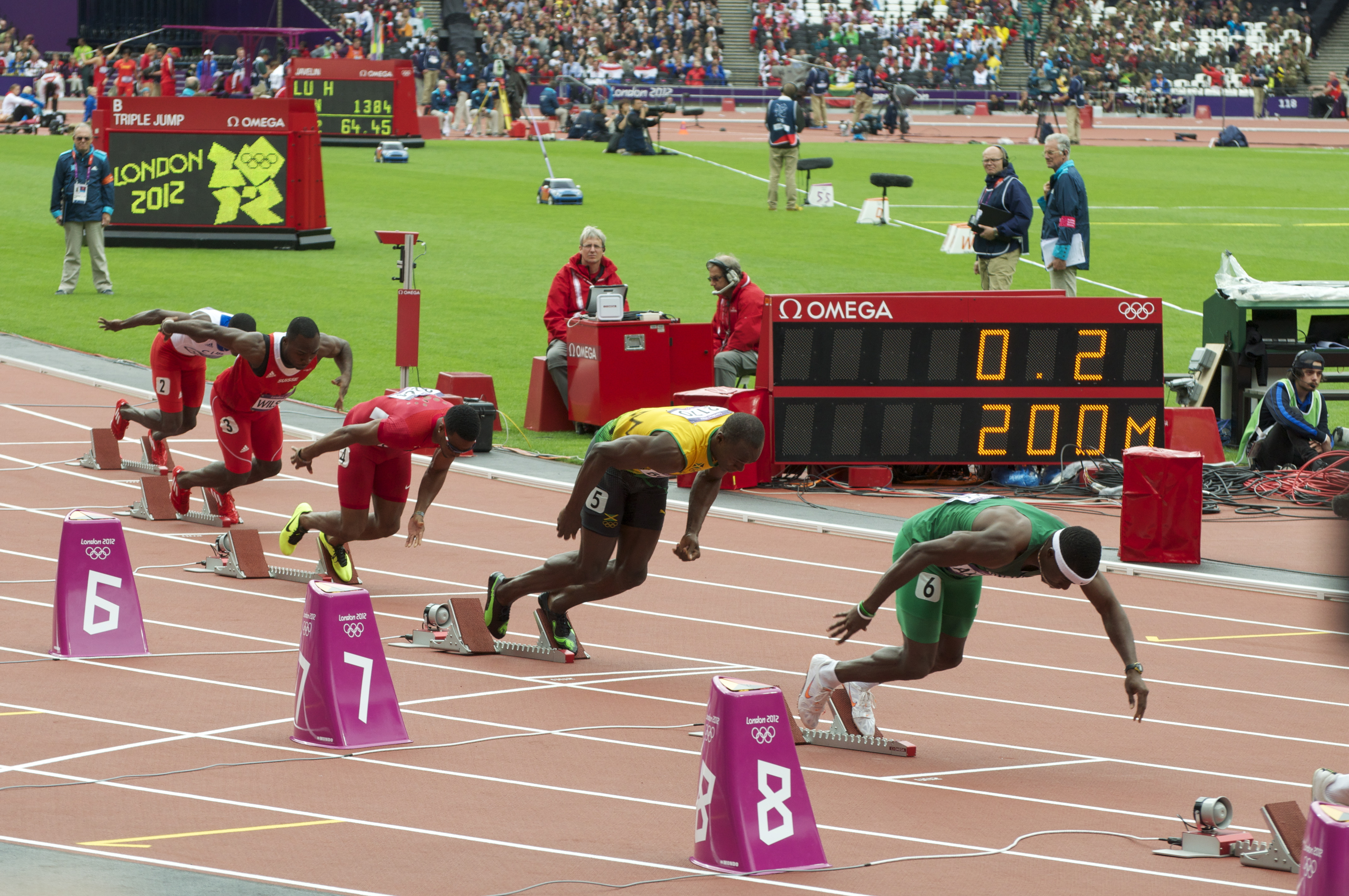
200 metros llanos en los Juegos Olímpicos de 2012

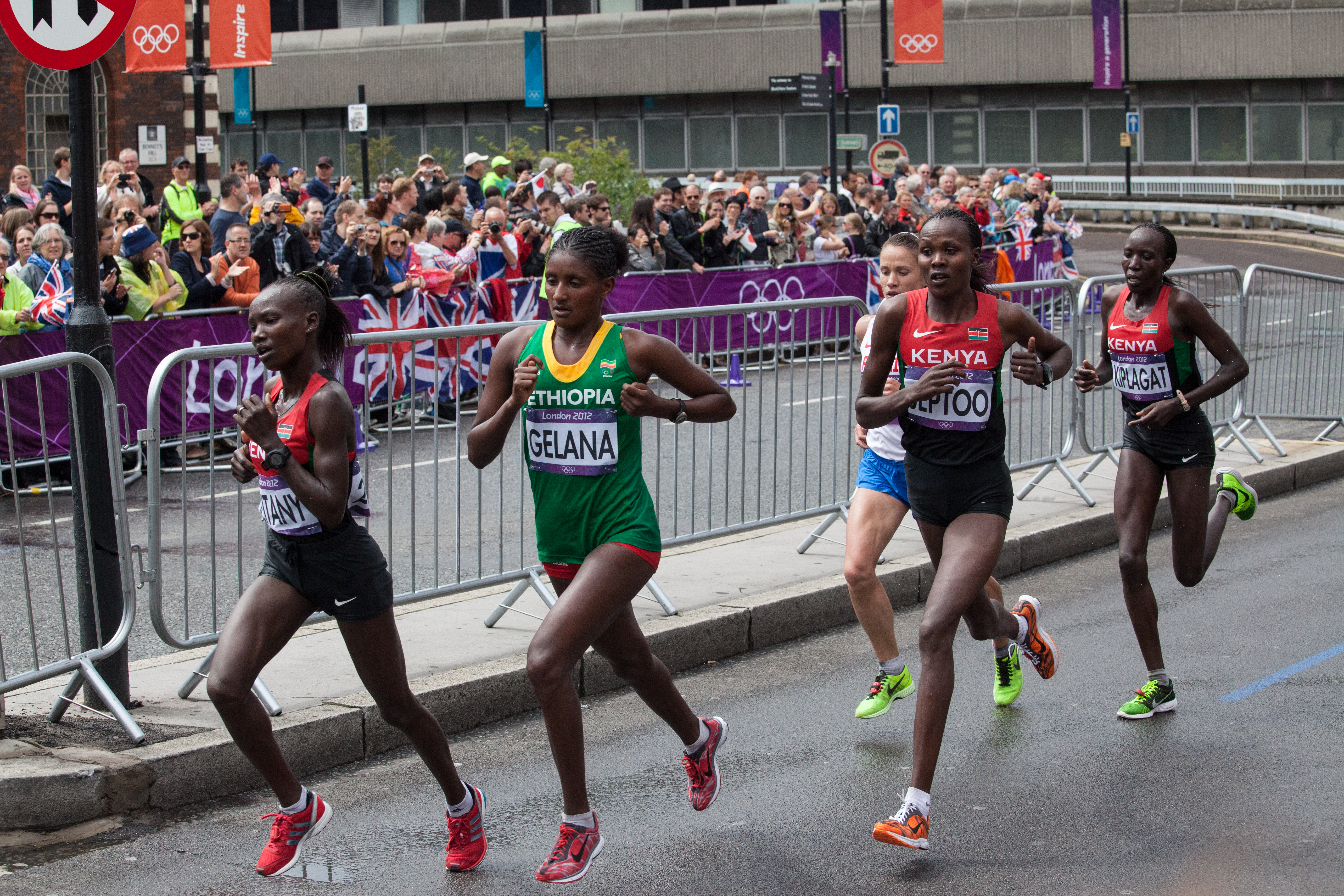
Maratón femenina en los Juegos Olímpicos de 2012

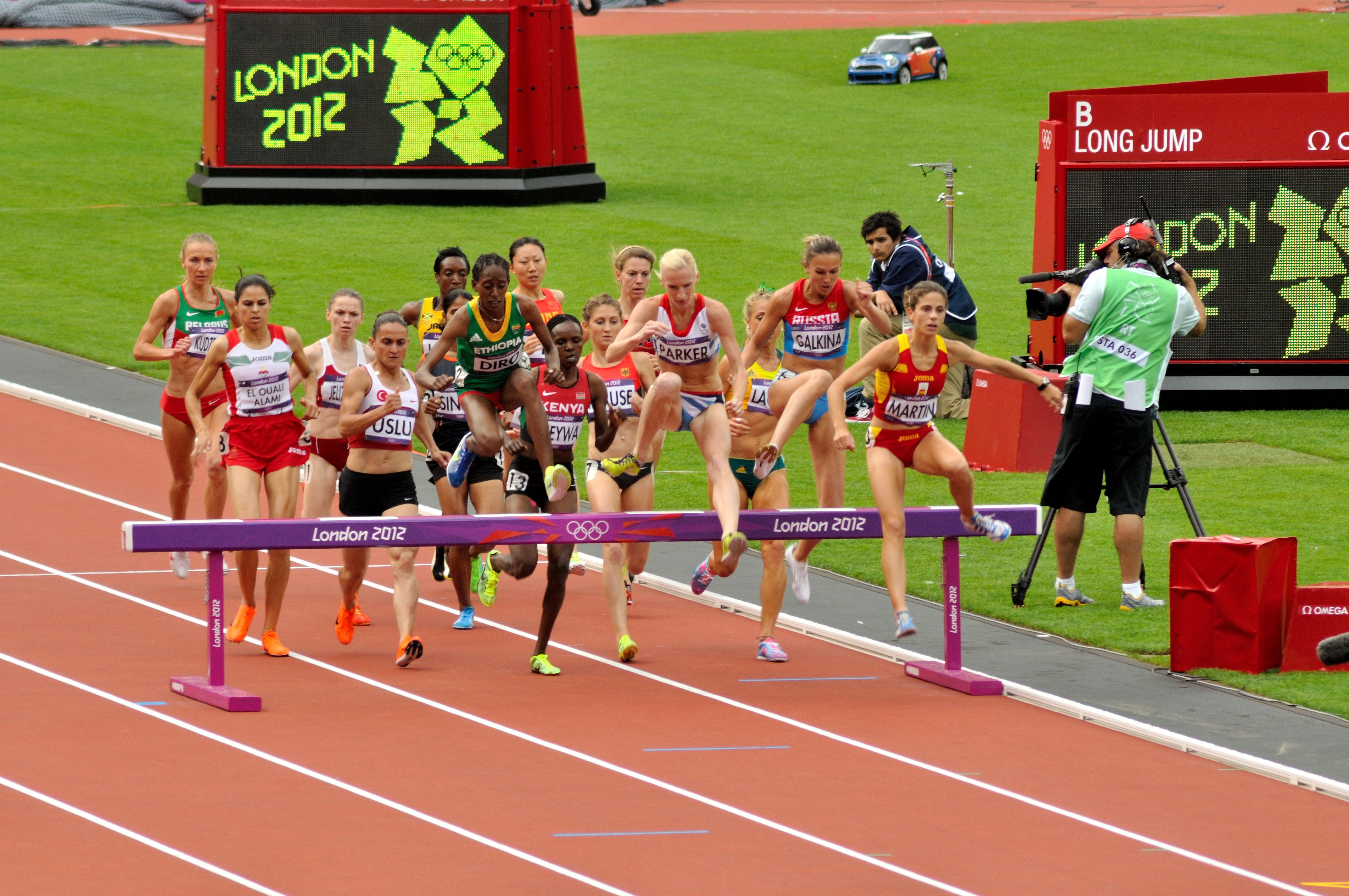
3000 metros con obstáculos femeninos en los Juegos Olímpicos de 2012

### Carreras/disciplinas

#### Velocidad
- 100 metros
- 200 metros
- 400 metros
- Relevo 4 × 100 metros
- Relevo 4 × 400 metros
- 100 metros vallas (femenino)
- 110 metros vallas (masculino)
- 400 metros vallas

#### Media distancia o medio fondo
- 800 metros
- 1500 metros
- 3000 metros con obstáculos

#### Larga distancia
- 5 000 metros
- 10 000 metros
- Maratón (42.195km)

### Marcha atlética
- 20 km (femenino, masculino y mixto).

### Lanzamientos
- Lanzamiento de bala
- Lanzamiento de jabalina
- Lanzamiento de disco
- Lanzamiento de martillo

### Saltos
- Salto de longitud
- Salto triple
- Salto de altura
- Salto con pértiga

### Pruebas combinadas
- Decatlón (masculino)
- Heptatlón (femenino)

## Medallero por país
| Núm.  | País                                        | Oro | Plata | Bronce | Total |
| ----- | ------------------------------------------- | --- | ----- | ------ | ----- |
| 1     | Estados Unidos (USA)                        | 321 | 251   | 196    | 767   |
| 2     | Unión Soviética (URS)                       | 64  | 55    | 70     | 193   |
| 3     | Reino Unido (GBR)                           | 53  | 79    | 62     | 194   |
| 4     | Finlandia (FIN)                             | 48  | 35    | 31     | 114   |
| 5     | Alemania Oriental (GDR)                     | 38  | 36    | 35     | 109   |
| 6     | Rusia (RUS)                                 | 26  | 27    | 25     | 78    |
| 7     | Kenia (KEN)                                 | 24  | 31    | 24     | 79    |
| 8     | Polonia (POL)                               | 23  | 18    | 13     | 54    |
| 9     | Etiopía (ETH)                               | 21  | 7     | 17     | 45    |
| 10    | Australia (AUS)                             | 20  | 26    | 25     | 71    |
| 11    | Suecia (SWE)                                | 19  | 21    | 41     | 81    |
| 12    | Italia (ITA)                                | 19  | 15    | 26     | 60    |
| 13    | Jamaica (JAM)                               | 18  | 29    | 20     | 67    |
| 14    | Alemania (GER)                              | 16  | 24    | 37     | 77    |
| 15    | Francia (FRA)                               | 14  | 22    | 25     | 61    |
| 16    | Canadá (CAN)                                | 13  | 14    | 26     | 53    |
| 17    | Alemania Occidental (FRG)                   | 12  | 14    | 17     | 43    |
| 18    | Rumania (ROU)                               | 11  | 14    | 10     | 35    |
| 19    | Checoslovaquia (TCH)                        | 11  | 8     | 5      | 24    |
| 20    | Cuba (CUB)                                  | 10  | 14    | 15     | 39    |
| 21    | Hungría (HUN)                               | 10  | 13    | 17     | 40    |
| 22    | Nueva Zelanda (NZL)                         | 10  | 2     | 8      | 20    |
| 23    | Equipo Unificado (EUN)                      | 7   | 11    | 3      | 21    |
| 24    | Japón (JPN)                                 | 7   | 7     | 9      | 23    |
| 25    | Noruega (NOR)                               | 7   | 5     | 8      | 20    |
| 26    | Marruecos (MAR)                             | 7   | 5     | 8      | 20    |
| 27    | Grecia (GRE)                                | 6   | 12    | 11     | 29    |
| 28    | Sudáfrica (RSA)                             | 6   | 12    | 6      | 24    |
| 29    | República Popular China (CHN)               | 6   | 3     | 12     | 21    |
| 30    | Países Bajos (NED)                          | 6   | 3     | 6      | 15    |
| 31    | Bulgaria (BUL)                              | 5   | 7     | 6      | 18    |
| 32    | España (ESP)                                | 5   | 6     | 9      | 20    |
| 33    | República Checa (CZE)                       | 5   | 1     | 4      | 10    |
| 34    | Equipo Alemán Unificado (EUA)               | 4   | 18    | 8      | 30    |
| 35    | Bielorrusia (BLR)                           | 4   | 5     | 8      | 17    |
| 36    | Brasil (BRA)                                | 4   | 3     | 7      | 14    |
| 37    | Portugal (POR)                              | 4   | 2     | 4      | 10    |
| 38    | Irlanda (IRL)                               | 4   | 2     | 0      | 6     |
| 39    | Bahamas (BAH)                               | 4   | 2     | 4      | 10    |
| 40    | Argelia (ALG)                               | 4   | 1     | 2      | 7     |
| 41    | Bélgica (BEL)                               | 3   | 6     | 2      | 11    |
| 42    | México (MEX)                                | 3   | 6     | 2      | 11    |
| 43    | Ucrania (UKR)                               | 3   | 3     | 12     | 18    |
| 44    | Lituania (LTU)                              | 3   | 1     | 1      | 5     |
| 45    | Trinidad y Tobago (TRI)                     | 2   | 4     | 8      | 14    |
| 46    | Argentina (ARG)                             | 2   | 3     | 0      | 5     |
| 47    | Estonia (EST)                               | 2   | 1     | 3      | 6     |
| 48    | República Dominicana (DOM)                  | 2   | 1     | 0      | 3     |
| 49    | Kazajistán (KAZ)                            | 2   | 0     | 1      | 3     |
| 50    | Uganda (UGA)                                | 2   | 0     | 1      | 3     |
| 51    | Camerún (CMR)                               | 2   | 0     | 0      | 2     |
| 52    | Nigeria (NGR)                               | 1   | 4     | 8      | 13    |
| 53    | Turquía (TUR)                               | 1   | 3     | 2      | 6     |
| 54    | Túnez (TUN)                                 | 1   | 3     | 1      | 5     |
| 55    | Austria (AUT)                               | 1   | 2     | 4      | 7     |
| 56    | Eslovenia (SLO)                             | 1   | 2     | 1      | 4     |
| 57    | Colombia (COL)                              | 1   | 3     | 1      | 5     |
| 58    | Croacia (CRO)                               | 1   | 1     | 0      | 2     |
| 59    | Ecuador (ECU)                               | 1   | 1     | 0      | 2     |
| 60    | Corea del Sur (KOR)                         | 1   | 1     | 0      | 2     |
| 61    | Equipo Mixto (ZZX)                          | 1   | 1     | 0      | 2     |
| 62    | Panamá (PAN)                                | 1   | 0     | 2      | 3     |
| 63    | Mozambique (MOZ)                            | 1   | 0     | 1      | 2     |
| 64    | Burundi (BDI)                               | 1   | 0     | 0      | 1     |
| 65    | Granada (GRN)                               | 1   | 0     | 0      | 1     |
| 66    | Luxemburgo (LUX)                            | 1   | 0     | 0      | 1     |
| 67    | Siria (SYR)                                 | 1   | 0     | 0      | 1     |
| 68    | Suiza (SUI)                                 | 0   | 6     | 2      | 8     |
| 69    | Letonia (LAT)                               | 0   | 4     | 1      | 5     |
| 70    | Namibia (NAM)                               | 0   | 4     | 0      | 4     |
| 71    | Dinamarca (DEN)                             | 0   | 2     | 4      | 6     |
| 72    | Chile (CHI)                                 | 0   | 2     | 0      | 2     |
| 73    | India (IND)                                 | 0   | 2     | 0      | 2     |
| 74    | Sri Lanka (SRI)                             | 0   | 2     | 0      | 2     |
| 75    | Tanzania (TAN)                              | 0   | 2     | 0      | 2     |
| 76    | Yugoslavia (YUG)                            | 0   | 2     | 0      | 2     |
| 77    | Islandia (ISL)                              | 0   | 1     | 1      | 2     |
| 78    | Venezuela (VEN)                             | 0   | 1     | 1      | 2     |
| 79    | China Taipéi (TPE)                          | 0   | 1     | 1      | 2     |
| 80    | Bohemia (BOH)                               | 0   | 1     | 0      | 1     |
| 81    | Botsuana (BOT)                              | 0   | 1     | 0      | 1     |
| 82    | Costa de Marfil (CIV)                       | 0   | 1     | 0      | 1     |
| 83    | Guatemala (GUA)                             | 0   | 1     | 0      | 1     |
| 84    | Haití (HAI)                                 | 0   | 1     | 0      | 1     |
| 85    | Irán (IRI)                                  | 0   | 1     | 0      | 1     |
| 86    | Arabia Saudita (KSA)                        | 0   | 1     | 0      | 1     |
| 87    | Senegal (SEN)                               | 0   | 1     | 0      | 1     |
| 88    | Sudán (SUD)                                 | 0   | 1     | 0      | 1     |
| 89    | Zambia (ZAM)                                | 0   | 1     | 0      | 1     |
| 90    | Federación de las Indias Occidentales (BWI) | 0   | 0     | 2      | 2     |
| 91    | Filipinas (PHI)                             | 0   | 0     | 2      | 2     |
| 92    | Catar (QAT)                                 | 0   | 0     | 2      | 2     |
| 93    | Australasia (ANZ)                           | 0   | 0     | 1      | 1     |
| 94    | Barbados (BAR)                              | 0   | 0     | 1      | 1     |
| 95    | Yibuti (DJI)                                | 0   | 0     | 1      | 1     |
| 96    | Eritrea (ERI)                               | 0   | 0     | 1      | 1     |
| 97    | Puerto Rico (PUR)                           | 1   | 0     | 1      | 2     |
| Total | Total                                       | 933 | 940   | 932    | 2 805 |

- Datos actualizados a 2012.
- Los países en cursiva no compitieron en 2012.

## Medallero por año
| Edición          | Estadio                         | País                    |
| ---------------- | ------------------------------- | ----------------------- |
| Atenas 1896      | Estadio Panathinaikó            | Estados Unidos (USA)    |
| París 1900       | Estadio Croix-Catelan           | Estados Unidos (USA)    |
| San Luis 1904    | Francis Field                   | Estados Unidos (USA)    |
| Londres 1908     | Estadio de White City           | Estados Unidos (USA)    |
| Estocolmo 1912   | Estadio Olímpico de Estocolmo   | Estados Unidos (USA)    |
| Amberes 1920     | Estadio Olímpico de Amberes     | Estados Unidos (USA)    |
| París 1924       | Estadio Olímpico de Colombes    | Estados Unidos (USA)    |
| Ámsterdam 1928   | Estadio Olímpico de Ámsterdam   | Estados Unidos (USA)    |
| Los Ángeles 1932 | Estadio Olímpico de Los Ángeles | Estados Unidos (USA)    |
| Berlín 1936      | Estadio Olímpico de Berlín      | Estados Unidos (USA)    |
| Londres 1948     | Estadio de Wembley              | Estados Unidos (USA)    |
| Helsinki 1952    | Estadio Olímpico de Helsinki    | Estados Unidos (USA)    |
| Melbourne 1956   | Melbourne Cricket Ground        | Estados Unidos (USA)    |
| Roma 1960        | Estadio Olímpico de Roma        | Estados Unidos (USA)    |
| Tokio 1964       | Estadio Olímpico de Tokio       | Estados Unidos (USA)    |
| México 1968      | Estadio Olímpico Universitario  | Estados Unidos (USA)    |
| Múnich 1972      | Estadio Olímpico de Múnich      | Unión Soviética (URS)   |
| Montreal 1976    | Estadio Olímpico de Montreal    | Alemania Oriental (GDR) |
| Moscú 1980       | Estadio Olímpico Luzhnikí       | Unión Soviética (URS)   |
| Los Ángeles 1984 | Estadio Olímpico de Los Ángeles | Estados Unidos (USA)    |
| Seúl 1988        | Estadio Olímpico de Seúl        | Estados Unidos (USA)    |
| Barcelona 1992   | Estadio Olímpico de Montjuïc    | Estados Unidos (USA)    |
| Atlanta 1996     | Centennial Olympic Stadium      | Estados Unidos (USA)    |
| Sídney 2000      | Estadio Olímpico de Sídney      | Estados Unidos (USA)    |
| Atenas 2004      | Estadio Olímpico de Atenas      | Estados Unidos (USA)    |
| Pekín 2008       | Estadio Nacional de Pekín       | Estados Unidos (USA)    |
| Londres 2012     | Estadio Olímpico de Londres     | Estados Unidos (USA)    |
| Río 2016         | Estadio Olímpico João Havelange | Estados Unidos (USA)    |
| Tokio 2020       | Estadio Olímpico de Tokio       | Estados Unidos (USA)    |
| París 2024       | Stade de France                 | Estados Unidos (USA)    |